# Station Kirkham and Wesham
Kirkham and Wesham is een spoorwegstation van National Rail in Kirkham, Fylde in Engeland. Het station is eigendom van Network Rail en wordt beheerd door Northern Rail. 